# Landtagswahl in Lippe 1838
Die Landtagswahlen in Lippe 1838 waren die ersten Wahlen im Fürstentum Lippe, die nach dem neuen Wahlrecht des Landesgrundgesetzes für das Fürstentum Lippe vom 6. Juli 1836 durchgeführt wurden.

## Die Wahl
Der Lippische Landtag von 1836 hatte die neue Verfassung gebilligt, nach der nun 21 Abgeordnete in drei Kurien á je sieben Abgeordneten gewählt wurden. Die Ritterschaft, die Bürger der Städte und die Grundbesitzer der Dörfer und Flecken des Landes bestimmten je sieben Abgeordnete. Die Wahldauer betrug sechs Jahre.
Ausnahme waren die Vertreter des ersten Standes, die jeweils vor der Landtagssession (1838, 1840 und 1842) neu gewählt wurden.

## Liste der Abgeordneten
Gewählt wurden:
| Stand    | Abgeordneter                                                                                      | Anmerkung                                              |
| -------- | ------------------------------------------------------------------------------------------------- | ------------------------------------------------------ |
| 1. Stand | Johann von Stietencron (Gut Schötmar)                                                             | (1838, 1840, 1842) Vorsitzender                        |
| 1. Stand | von Wendt (Gut Papenhausen)                                                                       | (1838, 1840, 1842)                                     |
| 1. Stand | von Hoffmann (Gut Steinbeck)                                                                      | (1838, 1840 (verhindert), 1842)                        |
| 1. Stand | von Donop (Gut Wöbbel)                                                                            | (1838)                                                 |
| 1. Stand | von Blomberg (Gut Talle), als Ersatz für den wegen Krankheit verhinderten Drost von Donop (Maspe) | (1838)                                                 |
| 1. Stand | von Kerßenbrock (Schloss Barntrup)                                                                | (1840, 1842)                                           |
| 1. Stand | von Reden (Wendlinghausen)                                                                        | (1840, 1842)                                           |
| 1. Stand | Gutsbesitzer Niemeyer (Gut Herberhausen)                                                          | (1838, 1840)                                           |
| 1. Stand | Amtmann Hornhardt (Gut Borkhausen)                                                                | (1838, 1840, 1842)                                     |
| 2. Stand | Hofbuchhändler Friedrich Christian Leopold Helwing (Lemgo)                                        |                                                        |
| 2. Stand | Syndikus Bernhard Meyer (Horn)                                                                    |                                                        |
| 2. Stand | Bürgermeister Ramm (Blomberg)                                                                     |                                                        |
| 2. Stand | Bürgermeister Capellen (Salzuflen)                                                                |                                                        |
| 2. Stand | Syndikus Runnenberg (Detmold)                                                                     |                                                        |
| 2. Stand | Kanzleirat Moritz Leopold Petri (Lage und Barntrup)                                               |                                                        |
| 2. Stand | Amtmann Karl Heinrich Piderit (Neustadt Detmold und die eximirten nicht ritterfähigen Güter)      |                                                        |
| 3. Stand | Meier Schönlau zu Remmighausen                                                                    | Erster Wahldistrikt: Ämter Detmold und Horn            |
| 3. Stand | Meier Busse zu Iggenhausen                                                                        | Zweiter Wahldistrikt: Amt Lage                         |
| 3. Stand | Amtmann Carl Theodor Heldman zu Oerlinghausen                                                     | Dritter Wahldistrikt: Ämter Oerlinghausen und Schötmar |
| 3. Stand | Schullehrer Zurheiden in Stemmen                                                                  | Vierter Wahldistrikt: Amt Varenholz                    |
| 3. Stand | Colon Böhmer zu Vogelhorst                                                                        | Fünfter Wahldistrikt: Ämter Brake und Lipperode        |
| 3. Stand | Colon Wehrmann zu Malmershaupt                                                                    | Sechster Wahlbezirk: Ämter Sternberg und Barntrup      |
| 3. Stand | Kanzleidirektor Friedrich Ernst Ballhorn-Rosen                                                    | Siebter Wahldistrikt: Ämter Schieder und Schwalenberg  |

## Der Ausschuss
Der Landtag sollte zweijährlich zu einer Landtagssession zusammenkommen. In der Zeit zwischen den Landtagen nahm ein Ausschuss die Aufgaben des Landtags wahr, der sich aus jeweils einem Abgeordneten jeder Kurie zusammensetzte. Der Landtag wählte für den ersten Stand Herrn von Stietencron, für den zweiten Stand Kanzleirat Moritz Leopold Petri und für den dritten Stand Kanzleidirektor Ballhorn-Rosen. Als Landessyndikus wurde Hofgerichtsauditor Dr. Rosen gewählt.